# 大正橋 (千曲市)
大正橋（たいしょうばし）は、長野県千曲市の千曲川に架かる長野県道55号大町麻績インター千曲線の橋長345メートル (m) の桁橋。

## 概要

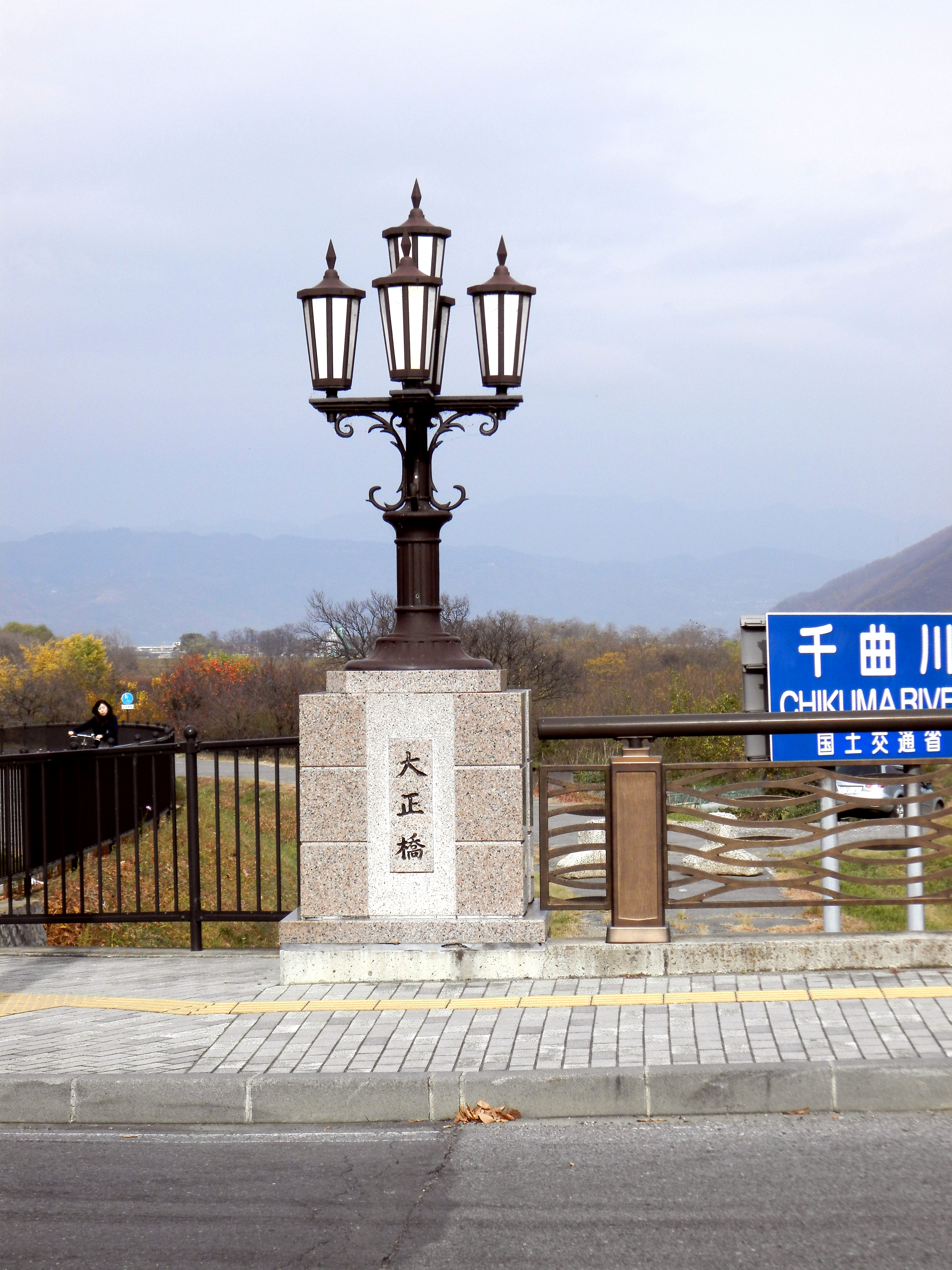
ガス灯を模した親柱

左岸は千曲市若宮、右岸は千曲市戸倉に位置する。戸倉上山田温泉と密接に関係した歴史を持つ。
現橋の諸元
- 形式 - PC6径間連続箱桁橋
- 橋長 -345.000 m
  - 支間割 - 49.250 m + 4×61.000 m + 49.250 m
- 幅員 - 14.0 m
  - 車道 - 7.250 m
  - 歩道 - 2.000 m
- 架設工法 - 片持ち張出し架設工法（カンチレバー工法）

1931年架設の旧橋の諸元
- 形式 - RC18径間カンチレバー桁橋
- 橋格 - 2等橋
- 橋長 -352.50 m
  - 支間割 - 18×20 m
- 幅員 - 5.5 m
- 基礎 - ケーソン基礎17基・重力式基礎2基

千曲市の中央を南北に流れる千曲川の堤防沿いに千曲川サイクリングロード（上田市を起点、長野市へ通じる全長23.4kmの一般県道上田千曲長野自転車道線）が整備され、大正橋を通るコースがある。大正橋は、サイクリングだけでなく、観光客の散策、通勤通学などの日常的な自動車、自転車、徒歩利用でも通行されている。

## 歴史
左岸に突出した八王寺山が千曲川まで至っているため、千曲川左岸の交通が一度この地で遮断される。そのため古くは上山田から萬治峠を超えて若宮に至っていた。北国街道戸倉宿と千曲川を結ぶためこの地には若宮の渡しが古くからあったと考えれている。
初代橋は1891年（明治24年）2月14日に木橋として開通し、二郡橋と称した。しかし、1898年（明治31年）9月7日の洪水のために流失して渡船に復した。
その後、戸倉駅と戸倉温泉・上山田温泉への連絡を目的に橋長347 m、幅員3 mの木橋の大正橋が大正橋株式会社により1914年（大正3年）6月18日に架設された。当初は有料橋であったが、1922年（大正11年）には千曲川の築堤工事が竣工し、大正橋は県管理となり無料化された。
1927年（昭和2年）に下流の千曲橋と共に永久橋への架け替え運動が起こり、更級郡・埴科郡の11町村からなる千曲橋・大正橋架替期成同盟会が結成され、長野県へ16回の歎願を行った。。その結果1930年（昭和5年）9月に臨時県議会において千曲橋と同時に永久橋化が決まり、1931年（昭和6年）1月に着工、同年12月20日に竣工した。この橋は桁下が緩やかな弧となる日本最初のカンチレバー橋であった。
交通量の増加したことから、歩行者の安全を期して1968年（昭和43年）に下流側に歩道橋が架設された。

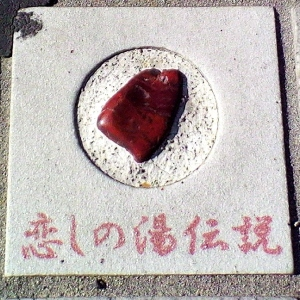
大正橋の赤い小石

現橋は、2002年（平成14年）10月に完成した。
平成に架橋された現橋はふるさと創生事業資金を活用し、幅員・支間長ともに旧橋より広がり、景観に配慮し大正ロマンをテーマにした設計が施された。緩やかな弧を描く旧橋の意匠を継承した。欄干には中山晋平作曲の千曲小唄の歌詞とともに1929年（昭和4年）に竹久夢二が温泉に滞在した際の美人画がレリーフとしてはめ込まれている。また、恋しの湯伝説由縁して赤い小石が歩道には99個埋設されている。親柱にはガス灯を模した橋灯がある。